# Восток-4
«Восток-4» (рос. Восток, Схід), інша назва «Восток-3КА № 6» — четвертий пілотований космічний корабель серії «Восток». В кораблі перебував перший космонавт українського походження Попович Павло Романович.
Перший у світі груповий космічний політ. Одночасно з кораблем «Восток-4» в космосі перебував космічний корабель «Восток-3», який пілотував космонавт Ніколаєв Андріян Григорович. Завдяки високій точності у виведенні на орбіту обох кораблів параметри їхніх орбіт практично збігались, найближче кораблі підходили на 6,5 км. В польоті космонавті бачили кораблі один одного.

## Опис корабля
Апарат складався з агрегатного відсіку у формі з'єднаних широкими основами конуса і зрізаного конуса. До меншої основи зрізаного конуса кріпився спускний апарат. Агрегатний відсік мав довжину 2,25 м, найбільший діаметр 2,43 м і масу 2,27 т.
Спускний апарат у формі кулі діаметром 2,3 м і масою 2,46 т з внутрішнім об'ємом 5,2 м³ був вкритий теплозахистом і мав систему життєзабезпечення. Всередині у просторі об'ємом 1,6 м³ у кріслі-катапульті розміщувався космонавт, також у кабіні розташовувались телевізійні камери і радіоапаратура для спостереження за станом космонавта, плівковий магнітофон, телеметрична система, обладнання для автоматичного і ручного управління кораблем.

## Параметри польоту
- Маса апарата — 4,728 т;
- Нахил орбіти — 64,95°.
- Період обертання — 88,39 хв.
- Перигей — 179,8 км.
- Апогей — 236,7 км.

## Екіпаж
- Екіпаж корабля — Попович Павло Романович.
- Дублерний екіпаж-1 — Комаров Володимир Михайлович.
- Дублерний екіпаж-2 — Волинов Борис Валентинович.

## Політ
12 серпня 1962-го року о 8:02 UTC з космодрому Байконур ракетою-носієм «Восток» було запущено космічний корабель «Восток-4» типу Восток-3КА з космонавтом Павлом Романовичем Поповичем.
Під час польоту внаслідок збою в роботі системи життєзабезпечення температура в кабіні знизилась до 10 °C, а вологість становила 35%. Попович здійснював експерименти, зокрема виконав кольорові фото термінатора між денною і нічною частинами планети, а також зображення кабіни зсередини.
Політ планувався тривалістю 4 доби, але закінчився достроково у зв'язку з вимовленням кодової фрази «бачу грозу», що означала необхідність дострокової посадки у зв'язку з космічною хворобою. Космонавт дійсно побачив грозу на Мексиканською затокою і повідомив про це на Землю, що було сприйнято як сигнал про дострокову посадку.
15 серпня 1962-го року о 6:40 UTC відбулась посадка космічного корабля «Восток-3». Космонавт Ніколаєв Андріян Григорович катапультувався з кабіни після гальмування спускного апарата в атмосфері, на висоті 7 км і приземлився окремо на парашуті о 6:52
15 серпня 1962-го року 6:47 UTC відбулась посадка космічного корабля «Восток-4». Космонавт Попович Павло Романович катапультувався з кабіни після гальмування спускного апарата в атмосфері, на висоті 7 км і приземлився окремо на парашуті о 6:59
Перший у світі груповий космічний політ. Одночасно з кораблем «Восток-4» в космосі перебував космічний корабель «Восток-3», який пілотував космонавт Ніколаєв Андріян Григорович. Завдяки високій точності у виведенні на орбіту обох кораблів параметри їхніх орбіт практично збігались, найближче кораблі підходили на 6,5 км. В польоті космонавті бачили кораблі один одного.
Отримано дані про можливість встановлення прямого зв'язку між двома космічними кораблями, координувались роботи космонавтів, вивчався вплив однакових умов космічного польоту на людський організм.
Вперше людина заспівала в космосі. 12 серпня під час сеансу радіозв'язку з Землею Павлом Поповичем і Андріяном Ніколаєвим були виконані пісні «Течет река Волга» та «Дивлюсь я на небо, та й думку гадаю…».

## Див. також

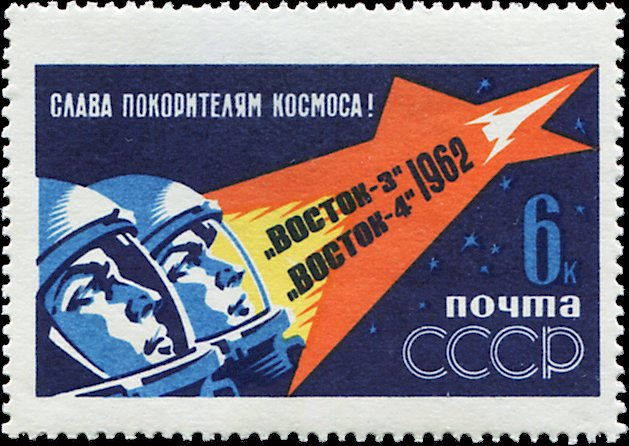
Поштова марка СРСР. 1962. Восток-3, Восток-4